# Chhetri
I Chhetri (Kshetri, Kshettri, Kshettri, Kshetry o Chhettri, in nepalese: क्षेत्री; in IAST: Kṣetrī), storicamente chiamati Kshettriya o Kshetriya, sono parlanti nepalesi della comunità Khas Rajput originaria dell'India medievale. I Chhetri erano una casta di amministratori, governatori ed élite militari nel Regno medievale di Khas e nel Regno di Gorkha (in seguito Regno del Nepal). La nobiltà del Regno di Gorkha era basata principalmente sulle famiglie di Chhetri e aveva una forte presenza negli affari dell'amministrazione civile. La maggior parte dei Primi Ministri del Nepal, prima della democratizzazione del Nepal, apparteneva a questa casta come risultato della vecchia aristocrazia di Gorkhali. Le famiglie aristocratiche di Chhetri discendenti da Gorkha erano la dinastia Pande, la dinastia Basnyat, la dinastia Thapa e i Kunwars (dinastia Rana e altri Kunwars).
I Chhetri di Khas (chiamati Khas Rajput) erano tradizionalmente considerati una divisione del popolo Khas con i Khas Brahmin (comunemente chiamati Khas Bahun). Secondo il censimento nepalese del 2011, essi rappresentano il 16,6% della popolazione nepalese, rendendoli la casta o comunità etnica più popolosa del Nepal. I Chhetri parlano una lingua nepalese indo-ariana (Khas-Kura) come lingua madre.

## Etimologia e contesto
Chhetri è considerato un derivato diretto della parola sanscrita Kshatriya. Secondo il Codice Legale del 1854 (Muluki Ain) del Nepal, i Chhetri sono il gruppo sociale tra i portatori del filo sacro (Tagadhari) e i popoli nati due volte nella tradizione indù. Quasi tutti i Chhetri sono indù.

## Storia

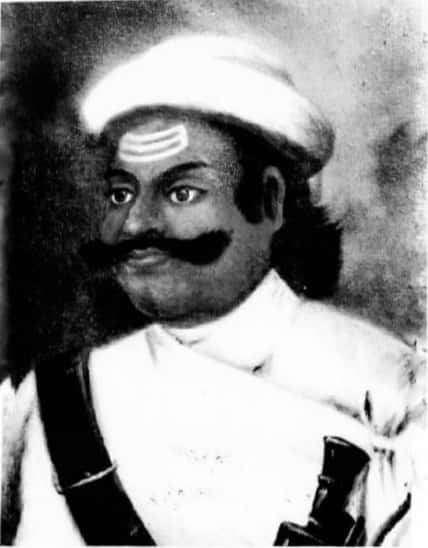
Kalu Pande che indossa il Khukuri, un aristocratico dei Chhetri di Pande; Kaji (primo ministro e capo dell'esercito) del Regno di Gorkha

Si pensa che siano collegati ai Khasas menzionati nella letteratura antica indiana e al regno medievale di Khas.
Nella prima storia moderna del Nepal, i Chhetri hanno giocato un ruolo chiave nell'unificazione del Nepal, fornendo il nucleo dell'esercito Gorkhali della metà del XVIII secolo. Bir Bhadra Thapa era un Thapa del gruppo Chhetri e leader di Bharadar durante l'unificazione del Nepal. Suo nipote Bhimsen Thapa divenne Mukhtiyar (Primo Ministro) del Nepal. Swarup Singh Karki, un importante uomo politico e ufficiale militare, apparteneva alla famiglia Chhetri. Abhiman Singh Basnyat della dinastia Basnyat e Damodar Pande della dinastia Pande erano entrambi membri della casta dei Chhetri. Anche Jang Bahadur Rana, fondatore della dinastia Rana, apparteneva alla comunità dei Chhetri.

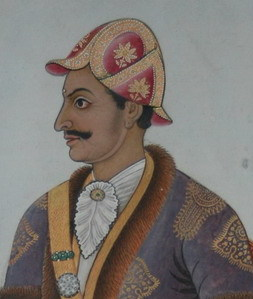
Bhimsen Thapa, uno dei principali Chhetri Mukhtiyar (Primo Ministro)

Durante la monarchia, i Chhetri mantennero le principali posizioni di comando del governo, dell’esercito, della polizia e dell'amministrazione nepalese.

### Famiglie nobili di Chhetri

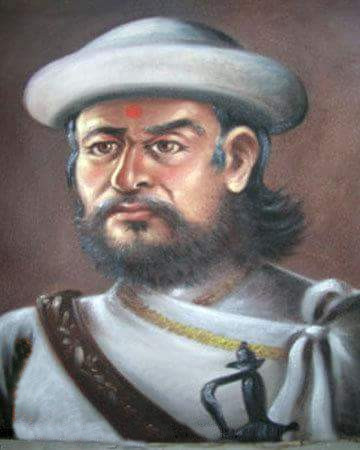
Abhiman Singh Basnet, un Basnyat Kshetri Mulkaji (Primo Ministro)

La caratteristica più importante della società nepalese dei chhetri è stata la dinastia Shah (1768-2008), i primi ministri Rana (1846-1953), la famiglia Pande, la famiglia Thapa, la famiglia Basnyat, che hanno emarginato la monarchia e la presenza dei chhetri nelle forze armate, nella polizia e nel governo del Nepal. Nelle professioni tradizionali e amministrative, i Chhetri ricevettero un trattamento favorevole da parte del governo reale.

### Chhetri e premiership
La nobiltà dei Gorkha proveniva principalmente dalle famiglie Chhetri e aveva una forte presenza nell'amministrazione civile. Tutti i primi ministri del Nepal tra il 1768 e il 1950 sono stati Chhetri, ad eccezione di Ranga Nath Poudyal, che era un bramino. Questi numeri sono variati dopo la democratizzazione del Nepal. Tra il 1951 e il 1997, dei 16 primi ministri del Nepal, solo 5 erano Chhetri.

## Risultati militari

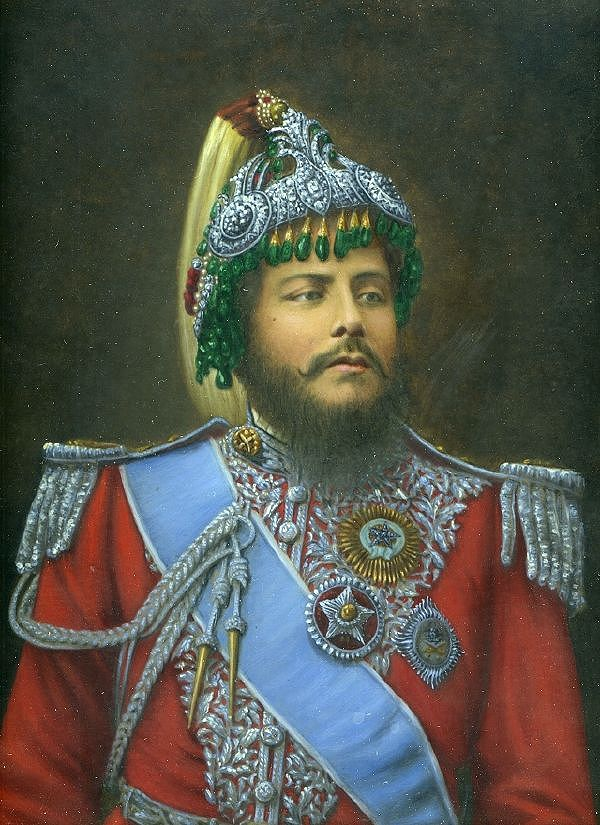
Bir Shamsher Jang Bahadur Rana, un Rana Kshetri Maharaja, Primo Ministro e C-in-C del Nepal

I Chhetri avevano dominato le alte posizioni militari e monopolizzato la forza militare ai tempi degli amministratori autocratici dei Chhetri come il primo ministro Bhimsen Thapa e il primo ministro Jang Bahadur Rana. Nell’anno 1841 d.C. c'erano 12 Basnyat, 16 Pande, 6 Thapa e 3 ufficiali Kunwar per un totale di 51 ufficiali Chhetri. Gli ufficiali più importanti dell'amministrazione Shah erano i Kazis che avevano il controllo su funzioni civili e militari come un ministro e un ufficiale militare messi insieme. Rana Jang Pande, il leader della fazione Pande, è stato il primo ministro del Nepal nel 1841 d.C. che avrebbe potuto incrementare il numero di grandi ufficiali Pande. Dopo l'ascesa della dinastia Rana (Kunwars), il numero passò a 10 Basnyat, 1 Pande, 3 Thapa e 26 ufficiali Kunwar per un totale di 61 ufficiali Chhetri nell'anno 1854 d.C.
I Chhetri hanno dominato la posizione degli alti ufficiali dell'esercito nepalese, nel 1967 rappresentavano il 74,4% del totale degli alti ufficiali. Allo stesso modo, i Chhetri componevano il 38,1%,, 54,3% e 55,3% degli alti ufficiali rispettivamente nel 2003, 2004 e 2007.

## Famiglie
Le famiglie dei Chhetri includono:
- Adhikari
- Baniya
- Basnet
- Bisht
- Bhandari
- Bohora
- Budhathoki
- Chauhan
- Gharti
- Karki
- Khadka
- Khatri / Khatri Chhetri (K.C.)
- Khulal
- Kunwar
- Rana
- Raut
- Rawal
- Rayamajhi
- Rokaya
- Thapa

## Demografia
Il censimento del 2011 del Nepal ha registrato i Chhetri come il più grande aderente indù della nazione con 4 365 113 persone, pari al 99,3% della popolazione Chhetri totale. Quelli che seguono l'induismo possono anche seguire il buddismo. L'antica religione dei Chhetri è il Masto, che utilizza il culto della natura e si può ancora vedere nel distretto di Karnali del Nepal occidentale e nel Gorkhaland indiano. Nei distretti collinari del Nepal la popolazione Chhetri sale al 41% rispetto al 31% dei bramini e al 27% delle altre caste. Questo supera di gran lunga la quota di Kshatriya nella maggior parte delle regioni con popolazioni prevalentemente indù.
I Chhetri sono il più grande gruppo di caste in 21 distretti secondo il censimento 2001 del Nepal e in 24 distretti secondo il censimento 2011 del Nepal. Questi ventiquattro distretti sono: distretto di Dhankuta, distretto di Sankhuwasabha, distretto di Okhaldhunga, distretto di Udayapur, distretto di Ramechhap, distretto di Dolkha, distretto di Salyan, distretto di Surkhet, distretto di Dailekh, distretto di Jajarkot, distretto di Ḍolpā, distretto di Jumla, distretto di Mugu, distretto di Humla, distretto di Bajura, distretto di Bajhang, distretto di Achham, distretto di Doti, distretto di Kailali, distretto di Dadeldhura, distretto di Baitadi, distretto di Darchula, distretto di Kalikot e distretto di Kanchanpur. Tra questi, il distretto con la maggiore popolazione di Chhetri è quello di Katmandu con 347 754 abitanti (ovvero il 19,9% della popolazione totale del distretto). Il tasso di alfabetizzazione tra i Chhetri è del 72,3% secondo il censimento nepalese del 2011.
Secondo la Public Service Commission del Nepal, bramini (33,3%) e chhetri (20,01%) sono stati i due maggiori gruppi di caste ad ottenere posti di lavoro governativi nell'anno fiscale 2017-18 anche se il 45% dei posti governativi sono riservati a donne, gruppi indigeni, Madheshi, Dalit, persone con disabilità e persone provenienti dalle regioni arretrate.

## Giorno d’oggi

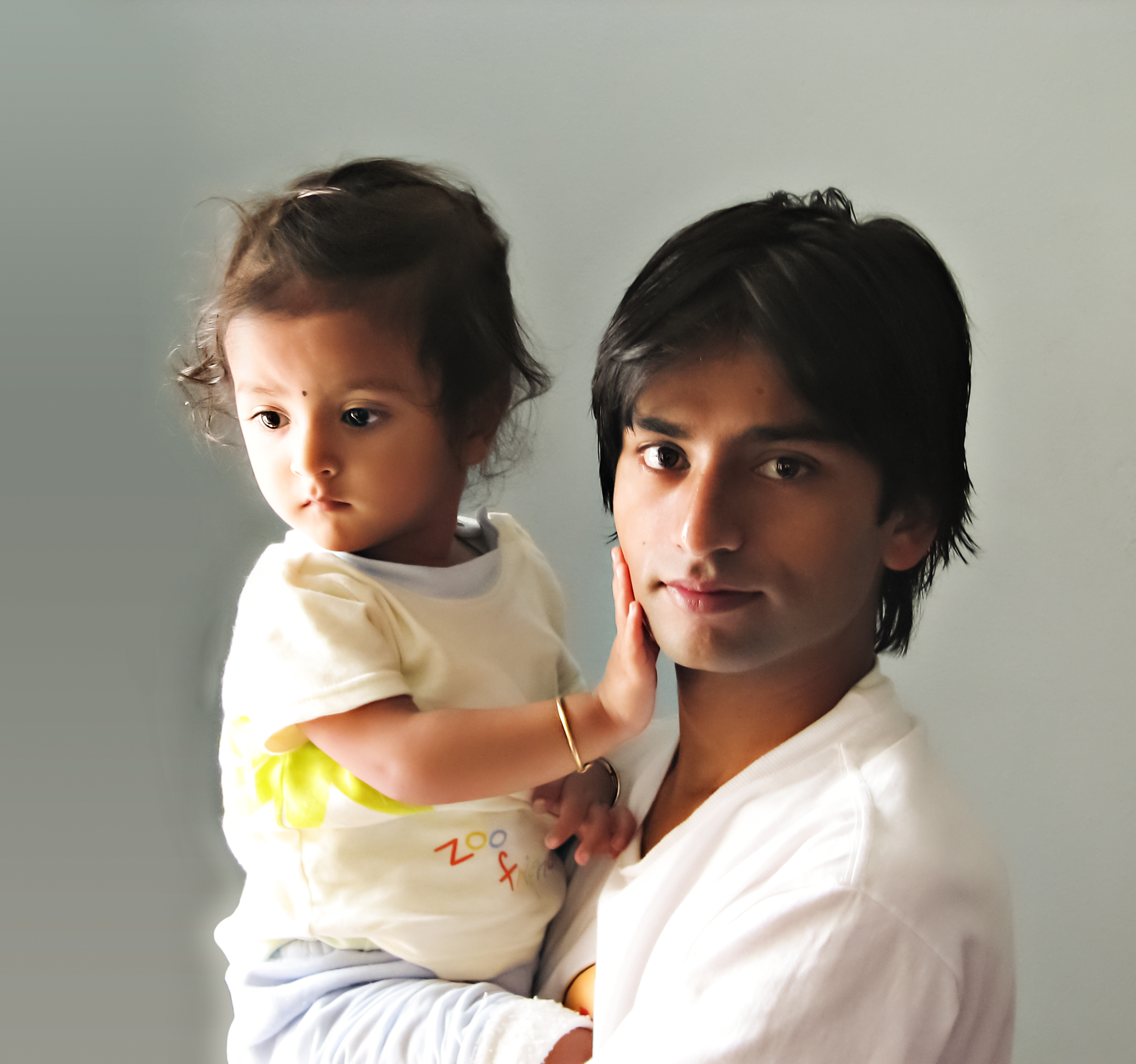
Una famiglia Chhetri del XXI secolo

I Chhetri insieme a Bahun e Thakuri sono retrocessi sotto i Khas Arya, a cui vengono negate quote e prenotazioni nei servizi civili e in altri settori a causa della loro storia di dominio sociopolitico in Nepal. Non ci sono quote per la comunità Khas che ricadono sotto la gerarchia Bahun-Chhetri-Thakuri. Secondo la spiegazione delle disposizioni legali della Costituzione del Nepal, Khas Arya comprende le comunità Brahmin, Kshetri, Thakur e Sanyasi (Dashnami). Ma sono ammesse riserve nel parlamento federale e nella legislatura provinciale. L'Unione europea è stata accusata di ingerenza diretta, creando conflitti etnici e discriminazioni negative nei confronti dei Khas Arya a causa della loro raccomandazione di eliminare la restrizione per i Khas Aryas.

### Libri
- (EN) Anup Pahari, The Origins, Growth and Dissolution of Feudalism in Nepal: A Contribution to the Debate on Feudalism in Non-European Societies, vol. 4, University of Wisconsin--Madison, 1995, OCLC 33382161.
- (EN) Bhuwan Lal Joshi e Leo E. Rose, Democratic Innovations in Nepal: A Case Study of Political Acculturation, Berkeley, University of California Press, 1966,  p. 551, LCCN 66014092, OCLC 977355023.
- (EN) Harka B. Gurung, Nepal: Social Demography and Expressions, Katmandu, New Era, 1998, LCCN 98904603, OCLC 263861696.
- (EN) Indra Adhikari, Military and Democracy in Nepal, Nuova Delhi, Routledge, 2015, ISBN 9781317589068, OCLC 911046430.
- (EN) James F. Fisher, An Additional Perspective on the Nepali Caste System, in Himalayan Anthropology: The Indo-Tibetan Interface, Walter de Gruyter, 1978, ISBN 978-90-279-7700-7, LCCN 883555419, OCLC 900837380.
- (EN) Jan Salter e Harka B. Gurung, Faces of Nepal, Lalitpur, Himal Books, 1996, LCCN 96905037, OCLC 778001965.
- (EN) Kumar L. Pradhan, Thapa Politics in Nepal: With Special Reference to Bhim Sen Thapa, 1806-1839, Nuova Delhi, Concept Publishing Company, 2012, ISBN 9788180698132, LCCN 2012323459, OCLC 757173717.
- (EN) Mahendra Lawoti, Towards A Democratic Nepal: Inclusive Political Institutions for a Multicultural Society, Nuova Delhi, SAGE Publications India, 1º febbraio 2005, ISBN 9788132103431, LCCN 2004021320, OCLC 56517362.
- (EN) Mahesh Chandra Regmi, Kings and political leaders of the Gorkhali Empire, 1768-1814, Hyderabad, Orient Longman, 1995, ISBN 9788125005117, LCCN 95905790, OCLC 34118939.
- (EN) Nagendra Kr Singh, Nepal: refugee to ruler: a militant race of Nepal, Nuova Delhi, APH Pub. Corp, 1997,  p. 142, ISBN 9788170248477, LCCN 97904203, OCLC 37579906.
- (EN) P. Choudhuri, F. S. Poynder e Stevens (Lt Col.), 9 Gurkha Rifles: a regimental history, 1817-1947, vol. 4, Nuova Delhi, Vision Books, 1984, LCCN 84902983, OCLC 567713520.
- (EN) Pashupati Shumshere J. B. Rana e Dwarika Nath Dhungel, Contemporary Nepal, Nuova Delhi, Vikas, 1998, ISBN 9788125904113, LCCN 98903263, OCLC 471665759.
- (EN) Prakash A. Raj, Brahmins of Nepal, 1ª ed., Katmandu, Nabeen Publications, 1996, LCCN 97905184, OCLC 37580244.
- (EN) Rishikesh Shaha, 1769-1885, in Modern Nepal: A Political History, 1769-1955, Manohar, 1990, ISBN 9788185425030, LCCN 90902876, OCLC 21675837.
- (EN) Sanjaya Serchan, Democracy, pluralism, and change: an inquiry in the Nepalese context, Katmandu, Chhye Pahuppe, 2001, ISBN 9789993354390, LCCN 2003307090, OCLC 835013349.

### Pubblicazioni
- (EN) Mahesh Chandra Regmi, Regmi Research Series, in Regmi Research Series, vol. 7, Katmandu, Regmi Research, 1975, LCCN 79910262, OCLC 1099964064.
- (EN) Richard Burghart, The Formation of the Concept of Nation-State in Nepal, in The Journal of Asian Studies, vol. 44, n. 1, novembre 1984,  pp. 101–125, DOI:10.2307/2056748, JSTOR 2056748.

### Ulteriori letture
- (EN) Debra Skinner, Alfred Pach III e Dorothy Holland, Selves in Time and Place: Identities, Experience, and History in Nepal, Lanham, Rowman & Littlefield Publishers, 2 luglio 1998, ISBN 978-1-46171-142-1, OCLC 38966076.
- (EN) Kesar Lall, Nepalese Language, Folklore, and Practices for Foreigners, Katmandu, Himalayan Book Centre, 1987, LCCN 87904522, OCLC 19666870.
- (EN) Danesh Jain e George Cardona, The Indo-Aryan Languages, Londra e New York, Routledge, 26 luglio 2007, ISBN 9781135797119, OCLC 1004064461.
- (EN) Sharad Singh Negi, Discovering the Himalaya, vol. 1, Nuova Delhi, Indus Publishing, 1998, ISBN 978-8-17387-079-8, OCLC 42657181.